# Kansteinhütte
Die Kansteinhütte ist eine Alpenvereinshütte der Sektion Hannover des Deutschen Alpenvereins. Es ist eine einfache Selbstversorgerunterkunft am Mittelgebirgshöhenzug Thüster Berg. Sie ist neben der Hohensteinhütte eine von zwei Schutzhütten des Deutschen Alpenvereins im Weserbergland.